# Saint-Martin-au-Bosc
Saint-Martin-au-Bosc település Franciaországban, Seine-Maritime megyében. Lakosainak száma 274 fő (2022. január 1.). Saint-Martin-au-Bosc Aubéguimont, Campneuseville, Réalcamp, Richemont, Saint-Léger-aux-Bois és Vieux-Rouen-sur-Bresle községekkel határos.

## Népesség
A település népessége az elmúlt években az alábbi módon változott:
| Lakosok száma | 218  | 238  | 248  | 251  | 256  | 261  | 262  | 269  | 274  |
|               | 2013 | 2015 | 2016 | 2017 | 2018 | 2019 | 2020 | 2021 | 2022 |